# دوري أذربيجان الممتاز 1998-99
دوري أذربيجان الممتاز 1998-99 (بالأذرية: Azərbaycan Top Liqası 1998/1999)‏ هو الموسم 8 من  دوري أذربيجان الممتاز. أقيم خلال الفترة 15 أغسطس 1998 وحتى مايو 1999، وأشرف على تنظيمه اتحاد أذربيجان لكرة القدم، وكان عدد الأندية المشاركة فيه  14، وفاز فيه نادي كاباز.